# Thomas Neilson Paulin
Thomas Neilson Paulin, Tom Paulin (ur. 25 stycznia 1949 w Leeds) – północnoirlandzki poeta i wykładowca znany ze swoich ostrych poglądów politycznych.
Tom Paulin studiował na Uniwersytecie w Hull i w Lincoln College w Oksfordzie. W latach 1972–1994 pracował na Uniwersytecie w Nottingham. W 1978 otrzymał nagrodę Somerset Maugham Award za książkę A State of Justice. Obecnie pracuje jako wykładowca w Hertford College w Oksfordzie. Jest znany z programów na temat sztuki, które prowadził w telewizji BBC. Wydał pięć tomików poetyckich i zredagował kilka antologii.